# Gouvernement Prohens
Îles Baléares
Armengol II 
Le gouvernement Prohens (en catalan : Govern Prohens) est le gouvernement des îles Baléares depuis le 10 juillet 2023, sous la XIe législature du Parlement.
Il est dirigé par la libérale-conservatrice Marga Prohens et formé après les élections régionales du 28 mai 2023. Il se compose de dix conseillers, dont un porte le titre de vice-président.
Minoritaire au Parlement, il est constitué du seul Parti populaire. Il bénéficie du soutien sans participation de Vox et des régionalistes de Formentera.
Il succède au gouvernement Armengol II, qui assumait la gestion des affaires courantes depuis les élections régionales. 

## Historique
Ce gouvernement est dirigé par la nouvelle présidente conservatrice, Marga Prohens. Il est constitué par le Parti populaire (PP). Seul, il dispose de 25 députés sur 59, soit 42,4 % des sièges du Parlement. Il bénéficie du soutien sans participation de Vox et Compromís amb Formentera (CxF). Ensemble, ils disposent de 9 députés, soit 15,3 % des sièges.
Il est formé à la suite des élections autonomiques du 28 mai 2023.
Il succède donc au second gouvernement de la socialiste Francina Armengol. Il était composé d'une coalition minoritaire entre le Parti socialiste ouvrier espagnol (PSOE), Unidas Podemos (UP) et Més per Mallorca (MÉS), qui disposait de l'appui extérieur Més per Menorca (MxMe).

### Formation
Lors des élections autonomiques, le Parti populaire remporte la majorité relative et plus de députés que l'ensemble des partis de gauche et centre gauche, en comptant le siège de Formentera, mais n'atteint pas la majorité absolue des sièges, ce qui le rend dépendant de Vox pour former un gouvernement stable.
Le 27 juin 2023, le président du Parlement, Gabriel Le Senne, annonce qu'il propose la candidature de Marga Prohens à la présidence de la communauté autonome et convoque le débat d'investiture pour les 3 et 4 juillet suivants.
Ayant prononcé son discours de politique générale le 3 juillet, elle échoue le lendemain à obtenir la majorité absolue lors du vote de confiance du Parlement, par 26 voix pour, 25 voix contre et 8 abstentions. Lors du second vote, elle est élue présidente des îles Baléares après avoir obtenu le même résultat que lors du premier scrutin, bénéficiant comme attendu de l'abstention de Vox.
La composition du nouvel exécutif est dévoilée le 10 juillet : celui-ci comprend dix membres, contre onze pour l'équipe sortante, une majorité d'hommes et voit la disparition du département de l'Environnement. Les conseillers prêtent serment et entrent en fonction le jour-même.

### Évolution
Le 18 juillet 2024, la conseillère au Logement Marta Vidal annonce sa démission, évoquant des « raisons familiales » ainsi qu'un accord passé avec la présidente selon lequel elle ne siégerait pas au gouvernement jusqu'à la fin de la législature. Elle est remplacée par le député régional José Luis Mateo.
À la suite de l'adoption de loi de finances pour 2025 par le Parlement le 9 juillet 2025, Marga Prohens annonce le 11 juillet qu'elle procède à un remaniement gouvernemental. La conseillère à la Présidence Antònia Estarellas est promue deuxième vice-présidente et voit son titre modifié pour intégrer la coordination de l'action de l'exécutif et les relations avec les collectivités territoriales. Un nouveau département du Travail, de la Fonction publique et du Dialogue social est créé au profit de Catalina Cabrer tandis que Sandra Fernández remplace Catalina Cirer comme conseillère aux Familles. L'assermentation et la prise de fonction des nouveaux conseillers a lieu dès le lendemain.

## Composition

### Initiale (10 juillet 2023)
| Poste                                                                                               | Titulaire | Titulaire                                                          | Parti |
| --------------------------------------------------------------------------------------------------- | --------- | ------------------------------------------------------------------ | ----- |
| Présidente                                                                                          |           | Margalida Prohens Rigo                                             | PP    |
| Vice-président Conseiller à l'Économie, aux Finances et à l'Innovation Porte-parole du gouvernement |           | Antoni Costa Costa                                                 | PP    |
| Conseillère à la Présidence et aux Administrations publiques Secrétaire du conseil de gouvernement  |           | Antònia Maria Estarellas Torrens                                   | PP    |
| Conseiller aux Entreprises, à l'Emploi et à l'Énergie                                               |           | Alejandro Sáenz de San Pedro García                                | PP    |
| Conseiller à la Santé                                                                               |           | Manuela García Romero                                              | PP    |
| Conseiller à l'Éducation et à l'Enseignement supérieur                                              |           | Antoni Vera Alemany                                                | PP    |
| Conseillère au Logement, au Territoire et aux Mobilités                                             |           | Marta Vidal Crespo (jusqu'au 19/07/2024) José Luís Mateo Hernández | PP    |
| Conseiller au Tourisme, à la Culture et aux Sports                                                  |           | Jaume Bauzá Mayol                                                  | PP    |
| Conseillère aux Familles et aux Affaires sociales                                                   |           | Catalina Cirer Adrover                                             | PP    |
| Conseiller à la Mer et au Cycle de l'eau                                                            |           | Juan Manuel Lafuente Mir                                           | PP    |
| Conseiller à l'Agriculture, à la Pêche et au Milieu naturel                                         |           | Joan Simonet Pons                                                  | PP    |

### 11 juillet 2025
- Par rapport à la précédente composition, les nouveaux conseillers sont indiqués en gras et ceux ayant changé d'attributions sont indiqués en italique.

| Poste | Titulaire | Titulaire                           | Parti |
| --- | --------- | ----------------------------------- | ----- |
| Présidente |           | Margalida Prohens Rigo              | PP    |
| Premier vice-président Conseiller à l'Économie, aux Finances et à l'Innovation Porte-parole du gouvernement                                             |           | Antoni Costa Costa                  | PP    |
| Seconde vice-présidente Conseillère à la Présidence, à la Coordination gouvernementale et à la Coopération locale Secrétaire du conseil de gouvernement |           | Antònia Maria Estarellas Torrens    | PP    |
| Conseiller à la Santé |           | Manuela García Romero               | PP    |
| Conseiller à l'Éducation et à l'Enseignement supérieur                                                                                                  |           | Antoni Vera Alemany                 | PP    |
| Conseiller aux Entreprises, aux Travailleurs indépendants et à l'Énergie                                                                                |           | Alejandro Sáenz de San Pedro García | PP    |
| Conseillère aux Familles, au Bien-être social et à la Dépendance                                                                                        |           | Sandra Fernández Herranz            | PP    |
| Conseiller au Tourisme, à la Culture et aux Sports |           | Jaume Bauzá Mayol                   | PP    |
| Conseillère au Logement, au Territoire et aux Mobilités                                                                                                 |           | José Luís Mateo Hernández           | PP    |
| Conseillère au Travail, à la Fonction publique et au Dialogue social                                                                                    |           | Catalina Teresa Cabrer González     | PP    |
| Conseiller à l'Agriculture, à la Pêche et au Milieu naturel                                                                                             |           | Joan Simonet Pons                   | PP    |
| Conseiller à la Mer et au Cycle de l'eau |           | Juan Manuel Lafuente Mir            | PP    |